# Британская литература
Брита́нская литерату́ра — это литература Англии, Шотландии, Уэльса и Северной Ирландии, а также острова Мэн и Нормандских островов.

## Английская литература

### Англо-латинская литература

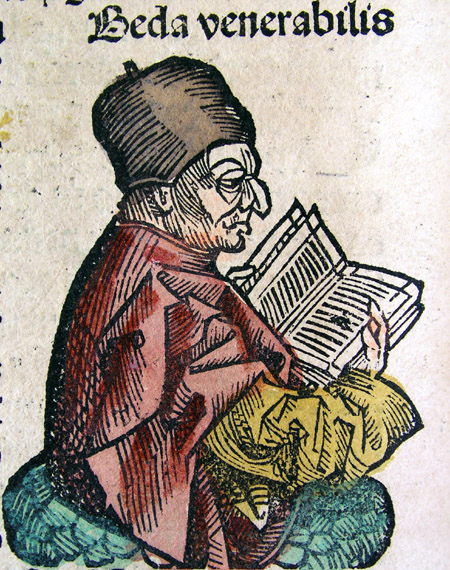
Беда Достопочтенный. Иллюстрация из Нюрнбергской хроники. XV в.

Беда Достопочтенный написал очень многие ценные для его времени комментарии к Священному Писанию, кроме того — гомилии, жития некоторых святых, гимны, эпиграммы, сочинения по хронологии и грамматике. Полные собрания его сочинений изданы в Париже (1544 и 1554), Базеле (1563) и Кёльне (1612 и 1688). Главное его сочинение, беспристрастно обработанное по летописям «Historia ecclesiastica gentis Anglorum» в 5 книгах, переведённое Альфредом Великим на англосаксонский язык, остаётся одним из важнейших источников древнейшей истории Англии до 731 года. Беда тщательно и критическим образом подбирал источники для своей истории.
Для хронологии важно сочинение Беды «De sex aetatibus mundi», в котором им впервые введено летосчисление Дионисия Малого до и после рождества Христова, принятое потом в большинстве средневековых летописей.
Он также внёс изменения в Вульгату, и его версия официально использовалась католической церковью до появления Новой Вульгаты в 1979 году. Беда христианизировал небесный свод, заменив названия созвездий и зодиакальных знаков на имена святых и апостолов. Также выдумал имена трёх волхвов, посещавших младенца Иисуса — Каспар, Балтазар и Мельхиор, заодно дав им родину и описание. В Библии ни количество, ни имена волхвов не упоминались, однако благодаря Беде стали христианскими традициями.

### Древнеанглийская литература

#### Древнеанглийская поэзия
Древнейшие произведения писаны стихами; род стихосложения тот же, что и в Германии, основанный на рифме (Stabreim) и аллитерации. В основном древнеанглийская поэзия дошла до нас в четырёх рукописях X в.: это Эксетерская книга, так называемый «Кодекс Беовульфа» (Codex Vitellius), Верчелльская книга и Codex Junius.

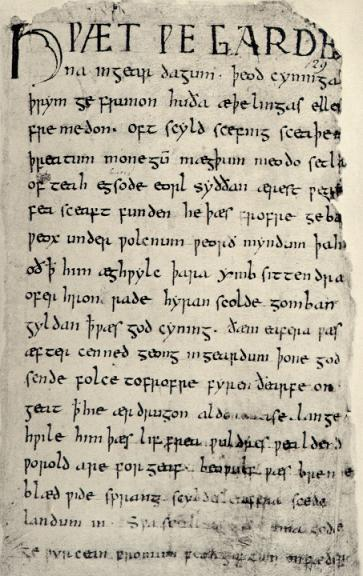
Беовульф из Кодекса Новелла — первая страница

Из дохристианских времён остались в некотором количестве заклинания, отрывки народных богатырских песен, как «Вальдере» и др.; на первом же месте стоит «Беовульф».
Христианскими писателями оставлено большое количество сочинений, в которых обработаны библейские и легендарные сюжеты; между ними отличаются сочинения Кэдмона, а также и те, которые приписываются Киневульфу. Надо ещё упомянуть переводы псалмов, гимнов, обработку в стихах сочинений Боэция и др.

#### Древнеанглийская проза
Между прозаическими сочинениями самыми древними являются сборники законов, которые восходят к VII веку. Из сочинений исторического характера мы знаем вольный перевод Орозия и церковной истории Беды, сделанный Альфредом, а также англосаксонскую хронику, заключающую в себе время до 1164 г. и сохранившуюся в многочисленных списках.
К области богословия принадлежат: перевод Альфреда сочинения «Cura pastoralis», написанного Григорием; переделка Верфертом «Диалога» Григория, затем богатое собрание проповедей Эльфрика, энсгамского аббата, жившего в конце X и в XI веке; дальше сюда принадлежат переводы Священного писания на западно-саксонском и северно-умбрийском наречиях.
Из древних сборников пословиц и поговорок, когда-то весьма популярных у англосаксов, некоторые также дошли до нас.
Повести и романы сохранились в виде повествования об Аполлонии Тирском, писем Александра Македонского Аристотелю и др.

### Английская литература в средние века

#### Чосер и Виклиф

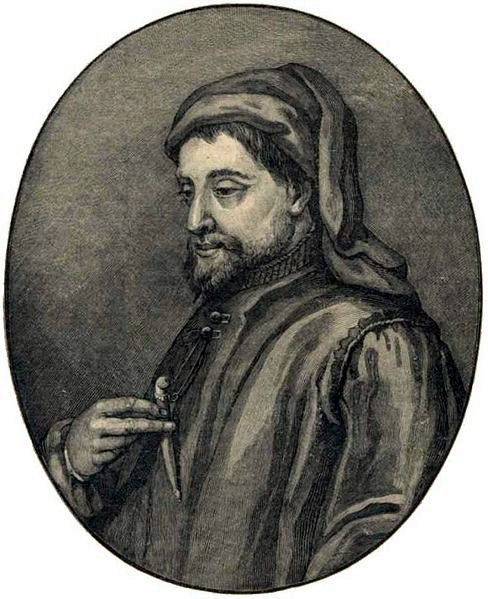

Величайшим английским писателем XIV века был Джеффри Чосер (1340—1400), автор знаменитых «Кентерберийских рассказов». Чосер одновременно завершает эпоху англо-норманской и открывает историю новой английской литературы.
Всему богатству и разнообразию мысли и чувствований, тонкости и сложности душевных переживаний, характеризующих предшествующую эпоху, он дал выражение на английском языке, завершив опыт прошлого и уловив стремления будущего. Среди английских диалектов он утвердил господство лондонского диалекта, языка, на котором говорили в этом крупном торговом центре, где находилась резиденция короля и оба университета.
Но не только он был основателем нового английского языка. Чосер делал общее дело со своим знаменитым современником Джоном Виклифом (1320—1384). Виклиф примыкает к обличительной литературе, направленной против духовенства, но он, предшественник Реформации, идёт дальше, переводит Библию на английский язык, обращается к народу в своей борьбе с папством. Виклиф и Чосер своей литературной деятельностью вызывают интерес к земной природе человека, к личности.
В следующем веке отмечается большой интерес к живой народной поэзии, которая существовала уже и в XIII, и в XIV веках. Но в XV веке эта поэзия проявляет особенно активную жизнь, и наиболее старинные образцы её, сохранившиеся до нашего времени, принадлежат этому веку. Большой популярностью пользовались баллады о Робине Гуде.

### Век Елизаветы

#### Уильям Шекспир

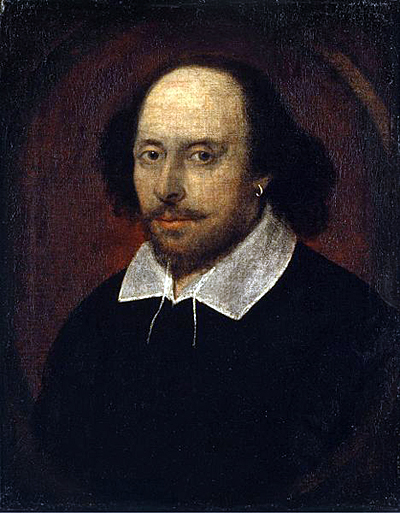

Уи́льям Шекспи́р (англ. William Shakespeare; 26 апреля 1564 года (крещение), Стратфорд-на-Эйвоне, Англия — 23 апреля 1616 года, там же) — английский поэт и драматург, зачастую считается величайшим англоязычным писателем и одним из лучших драматургов мира. Часто именуется национальным поэтом Англии. Дошедшие до нас работы, включая некоторые, написанные совместно с другими авторами, состоят из 38 пьес, 154 сонетов, 4 поэм и 3 эпитафий. Пьесы Шекспира переведены на все основные языки и ставятся чаще, чем произведения других драматургов.
Язык первых пьес Шекспира — язык, обычный для пьес данного периода. Это стилизованный язык не всегда даёт драматургу раскрыть своих персонажей. Поэзия часто перегружена сложными метафорами и предложениями, а язык более способствует декламированию текста, чем живой игре. К примеру, торжественные речи «Тита Андроника», по мнению некоторых критиков, часто замедляют действие; язык персонажей «Двух веронцев» кажется неестественным.
Вскоре, однако, Шекспир начинает приспосабливать традиционный стиль для своих целей. Начальный солилоквий из «Ричарда III» восходит к разговорам с собой Порока, традиционного персонажа средневековой драмы. В то же время, яркие монологи Ричарда позже разовьются в монологи более поздних пьес Шекспира. Все пьесы знаменуют переход от традиционного стиля к новому. На протяжении дальнейшей своей карьеры Шекспир объединяет их, и одним из наиболее удачных примеров смешения стилей может служить «Ромео и Джульетта». К середине 1590-х годов, времени создания «Ромео и Джульетты», «Ричарда II» и «Сна в летнюю ночь», стиль Шекспира становится более натуральным. Метафоры и образные выражения всё больше согласуются с потребностями драмы.
Стандартная поэтическая форма, используемая Шекспиром — белый стих, написанный пятистопным ямбом.

#### Эдмунд Спенсер

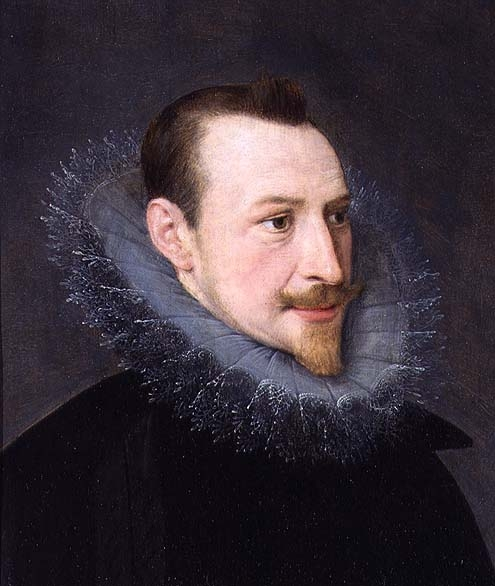
Портрет Эдмунда Спенсера

Вторая половина XVI века явилась эпохой Возрождения всех видов искусств и наук в Англии, в том числе и поэзии, которая ещё во многом следовала итальянским образцам. Филипп Сидни начал реформировать английское стихосложение ещё в 1570—1580-х годах, своим творчеством породив целую плеяду прекрасных поэтов, которые получили в литературоведении название «поэты-елизаветинцы»: Эдвард де Вер, Фульк Гревилл, Майкл Дрейтон, Сэмюел Дэниел, Джон Дэвис — всех не перечислить.
Но подлинное развитие английская поэзия получила в творчестве Эдмунда Спенсера, который по своему рождению предназначен был отразить в своих блестящих творениях характер этого роста самосознания нации и его религиозного конфликта в эпоху королевы Елизаветы I. Необыкновенная учёность поэта, его замечательное воображение и изящнейший слух позволили гению Спенсера ответить своим творчеством на все эти духовные запросы английского народа, ставшего на путь развития и процветания. Спенсера можно считать родоначальником современной английской поэзии. В его творениях английский стих получил музыкальность, которой тот раньше был лишен. Спенсеровские строки поражает своим метрическим разнообразием, во всех произведениях сохраняя звучность, гибкость и пластичность.
Поэзия Спенсера не только образна и возвышенна, она, прежде всего, музыкальна. Спенсеровский стих льётся, словно горный ручей, звеня перетекающими друг в друга рифмами, поражая своими аллитерациями, сочетаниями слов и повторами. Стиль и стихосложение Спенсера соответствуют идеальному ходу его мысли. Поэт не пытался улучшить английский язык, но старые английские слова, соединённые с современным синтаксисом и заключённые в размеры, вдохновлённые чосеровской ритмикой, «производят удивительно прекрасное впечатление».

#### Кристофер Марло

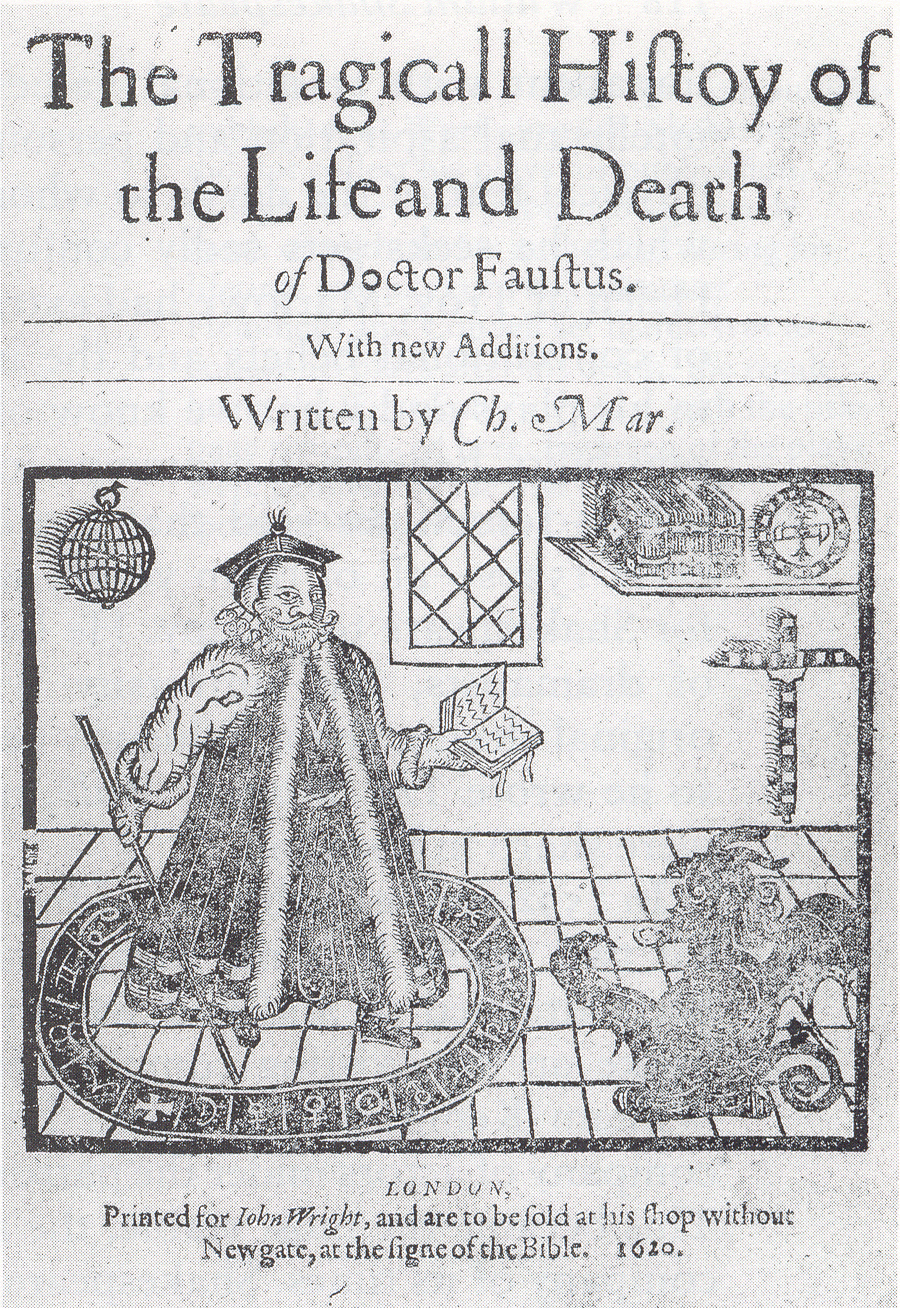
Издание «Трагическая история жизни и смерти доктора Фауста» Кристофера Марло

Марло внёс большие изменения в английскую драму. До него здесь хаотически нагромождались кровавые события и вульгарные шутовские эпизоды. Он первым сделал попытку придать драме внутреннюю стройность и психологическое единство. Марло преобразовал стихотворную ткань драмы введением белого стиха, существовавшего до него лишь в зачаточном состоянии. Он начал более свободно, чем его предшественники, обращаться с ударными слогами: трохей, дактиль, трибрахий и спондей заменяют у него властвовавший у его предшественников ямб. Этим он приблизил трагедию к классической драме типа Сенеки, популярной тогда в английских университетах. Современников поражал мощный, полный аллитерационных повторов стих Марло, звучавший для елизаветинской эпохи свежо и необычно. Майкл Дрейтон назвал его вдохновение «прекрасным безумием, которое по праву и должно овладевать поэтом», чтобы он смог достичь таких высот.
Главные герои произведений Марло — борцы с огромным честолюбием и грандиозной жизненной энергией. Они выплёскивают свою душу в полных патетики длинных монологах, которые Марло ввёл в арсенал приёмов елизаветинской драмы. Поэт видел подлинные истоки трагического не во внешних обстоятельствах, определяющих судьбу персонажей, а во внутренних душевных противоречиях, раздирающих исполинскую личность, поднявшуюся над обыденностью и расхожими нормами:
- Тамерлан, бывший пастух, появляется на сцене в триумфальной колеснице, которую тащат зубами за верёвки покорённые им цари.
- «Мальтийский еврей» по имени Барабас (Варавва) борется с целым христианским миром за освобождение своей порабощённой нации и побеждает этот мир единственным доступным ему орудием — золотом.
- Фауст продаёт душу из-за жажды знаний и стремления владеть миром. Мечты и желания Фауста — целая программа экспансии, осуществляемой руками жадных авантюристов, начинавших свою социальную карьеру в Британии.

Герои Марло неоднозначны, они вызывали у зрителей одновременно ужас и восхищение. Он восстаёт против средневекового смирения человека перед силами природы, против смиренного принятия жизненных обстоятельств. Пьесы Марло были рассчитаны на то, чтобы поражать современников неожиданными театральными эффектами. Например, в финале «Мальтийского жида» на сцене появляется гигантский котёл, где главный герой оказывается сварен заживо. «Эдуард II» — трагедия гомосексуала в гетеросексуальном обществе с многочисленными двусмысленными пассажами в духе Овидия — заканчивается тем, что король погибает от раскалённой кочерги, воткнутой в задний проход.

### Викторианская литература

#### Реалистический роман

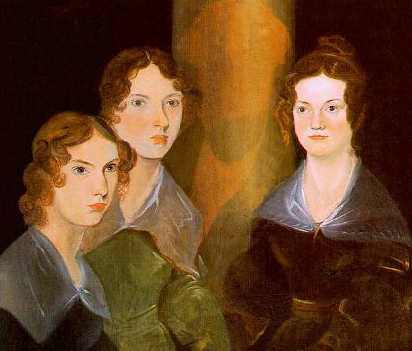
Наравне с мужчинами активнейшее участие в литературной жизни викторианской Англии принимали женщины

По мере того, как эстетика романтизма сменяется реалистической, а философский позитивизм вытесняет спекулятивные философские построения, на смену поэзии в качестве основной формы литературного самовыражения по всей Европе приходит длинная проза. В этом отношении Британия не была исключением. В 1840-е и особенно 1850-е годы наиболее востребованным жанром становится социальный роман с морализаторским уклоном.
Наиболее последовательно в этом жанре работали два крупнейших беллетриста викторианской эпохи — У. М. Теккерей, автор монументальной исторической сатиры «Ярмарка тщеславия», и особенно Чарльз Диккенс, любимый писатель самой королевы Виктории и самый читаемый автор викторианской Англии. Отличительные черты диккенсовских романов — живая, иногда несколько карикатурная обрисовка десятков и сотен персонажей, панорамный охват общества, некоторая рыхлость структуры, остросюжетность с оттенком сенсационности, обилие авторских отступлений, склонность к счастливым развязкам.
В тени Диккенса и Теккерея плодотворно работали многие другие талантливые беллетристы. Трагическое миросозерцание сестёр Бронте («Джейн Эйр», «Грозовой перевал», «Незнакомка из Уайлдфелл-Холла») наследует традициям романтизма начала века. Элизабет Гаскелл — приятельница и первый биограф Шарлотты Бронте — в собственных романах тяготела к социальной проблематике. Традиции бытописательного романа Джейн Остен продолжают семейные саги Э. Троллопа. Большой успех в своё время имели его же политические романы, равно как и трилогия о политиках за авторством будущего премьер-министра Дизраэли.

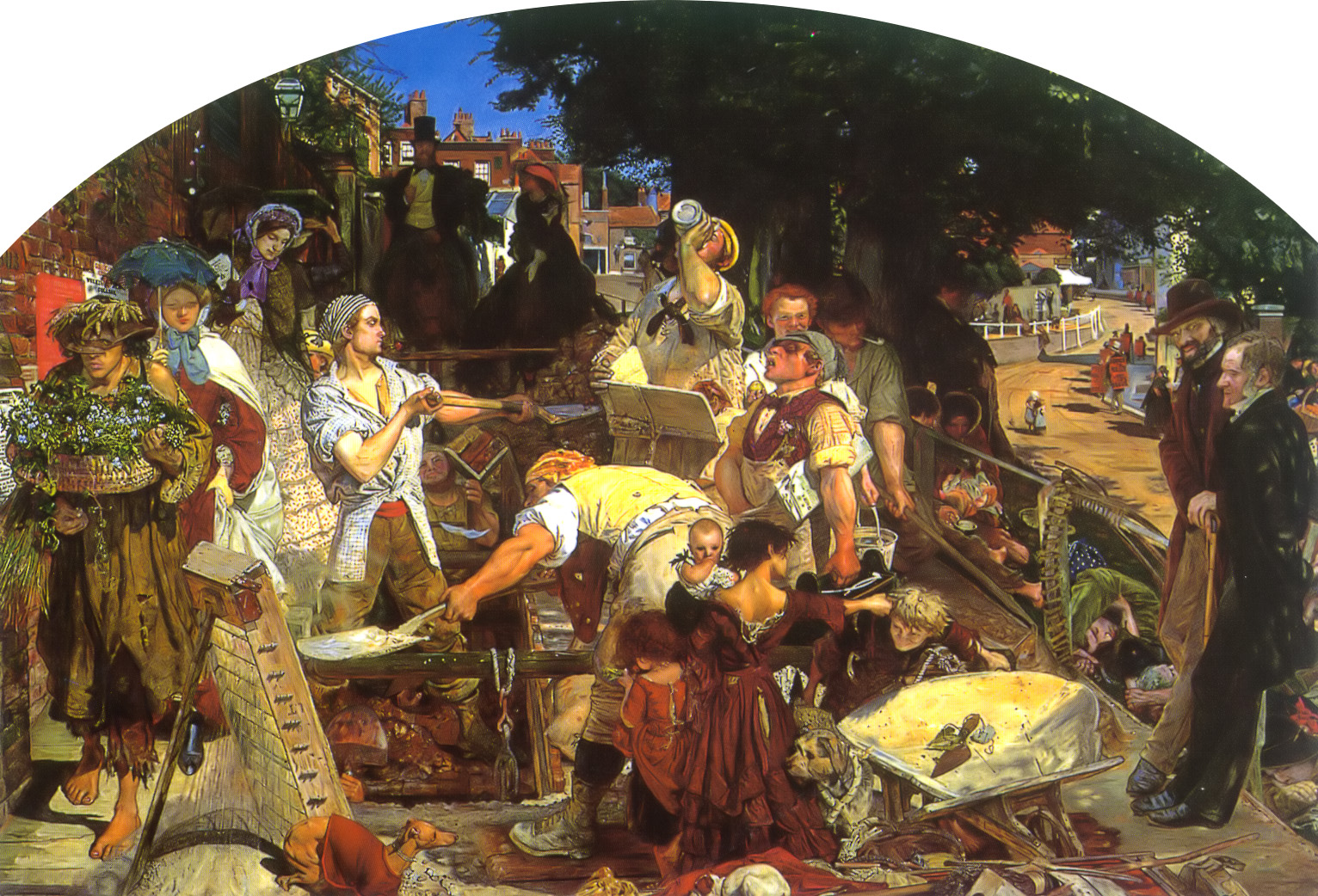
Сцена из городской жизни начала 1850-х

После смерти Диккенса в 1870 году на первый план выдвигаются мастера социального романа с позитивистским уклоном во главе с Джордж Элиот. Крайним пессимизмом проникнут цикл романов Томаса Харди о страстях, бушующих в душах обитателей полупатриархального Уэссекса. Джордж Мередит — мастер тонко психологизированной комедии в прозе. Ещё более изощрённый психологизм отличает сочинения Генри Джеймса, перебравшегося в Англию из-за океана.

### Романтизм
В Англии романтизм во многом обусловлен германским влиянием. В Англии его первыми представителями являются поэты «Озёрной школы», Вордсворт и Кольридж. Они установили теоретические основы своего направления, ознакомившись во время путешествия по Германии с философией Шеллинга и взглядами первых немецких романтиков. Для английского романтизма характерен интерес к общественным проблемам: современному буржуазному обществу они противопоставляют старые, добуржуазные отношения, воспевание природы, простых, естественных чувств.
Ярким представителем английского романтизма является Байрон, который, по выражению Пушкина, «облек в унылый романтизм и безнадежный эгоизм». Его творчество проникнуто пафосом борьбы и протеста против современного мира, воспеванием свободы и индивидуализма.
Также к английскому романтизму относится творчество Шелли, Джона Китса, Уильяма Блейка.

#### Роберт Бёрнс

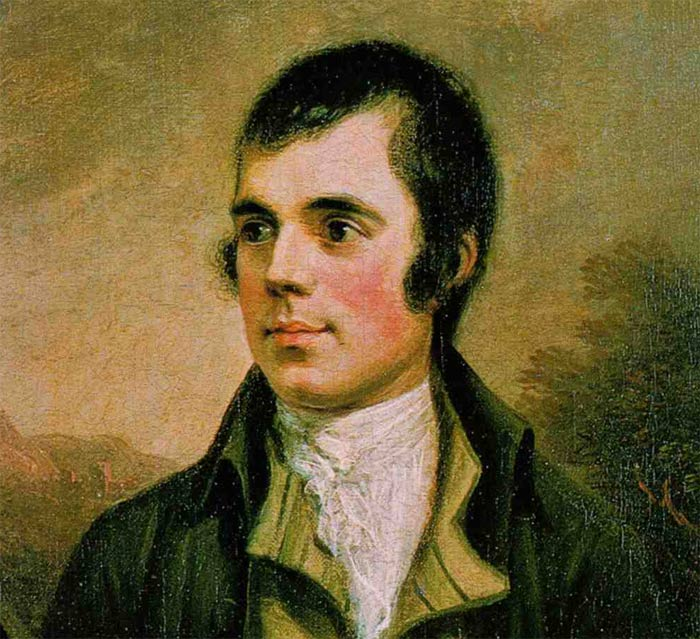
Роберт Бёрнс, считающийся известнейшим шотландским поэтом. Фрагмент портрета работы Александра Нэсмита

#### Вальтер Скотт. Шотландия.

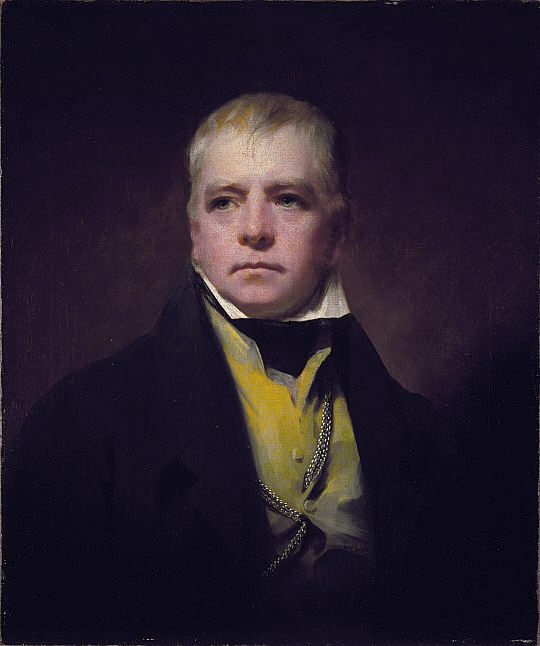
Сэр Вальтер Скотт. Портрет работы Генри Реборна

#### Роберт Льюис Стивенсон

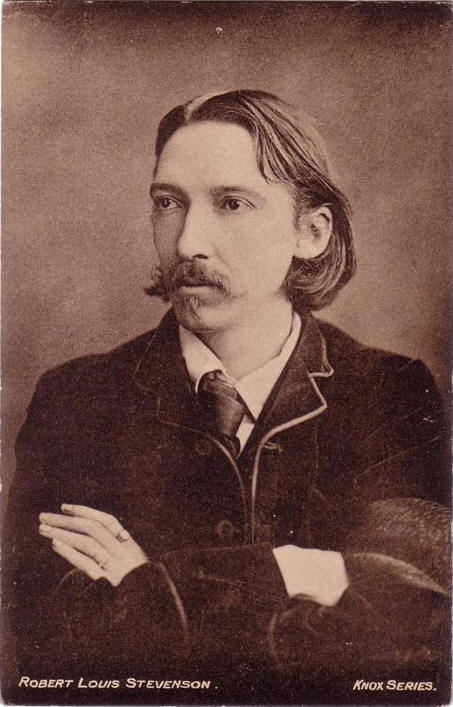
Роберт Льюис Стивенсон. 1880